# Copa de Rumania 2012-13
La Cupa României 2012–13 es la 75 edición del torneo de fútbol de eliminatorias de Rumania que se celebra anualmente. El ganador de la competición se clasifica para la segunda ronda de la UEFA Europa League 2013-14. El Petrolul Ploiești se proclamó campeón del torneo y sumó la tercera copa de su historia.

## Primera ronda
Los primeros partidos se jugaron el 18 y 25 de julio de 2012. Entraron en esta ronda 24 equipos de la Liga III y 60 equipos de la Liga IV. Los equipos de la Liga III eran los que habían ascendido de Liga IV en la temporada anterior. Los números romanos entre paréntesis indican la liga de cada equipo en la temporada 2012-13.
| Equipo 1                       | Resultado    | Equipo 2                           |
| ------------------------------ | ------------ | ---------------------------------- |
| Miercurea Ciuc (IV)            | 2–0          | Târgu Mureș II (IV)                |
| Sevişul Şelimbăr (III)         | 0–0 (p.) 4–3 | FC Oltchim Râmnicu Vâlcea (III)    |
| Universitatea Petroşani (IV)   | 0–1          | Flacăra Făget (III)                |
| Strehaia (IV)                  | 0–1          | Pandurii Târgu Jiu II (III)        |
| Petrofac Ţicleni (IV)          | 0–6          | Minerul Jilţ Mătăsari (III)        |
| FC Podari (IV)                 | 3–2          | Prometeu Craiova (IV)              |
| Internaţional Brebeni (IV)     | 0–3          | Dunărea Turris Turnu Măgurele (IV) |
| Metalul Frăsinet (IV)          | 2–5          | Alexandria (III)                   |
| Posada Perişani (IV)           | 2–5          | Atletic Bradu (IV)                 |
| Voinţa Lupac (IV)              | 8–3          | Gloria Reşiţa (IV)                 |
| Unirea Sânnicolau Mare (IV)    | 3–1          | Nuova Mama Mia (IV)                |
| Şoimii Pâncota (III)           | 1–0 (a.e.t.) | Millenium Giarmata (III)           |
| Viitorul Lechinţa (IV)         | 4–2          | Gloria Bistrița II (IV)            |
| Viorel Mateianu (IV)           | 3–0          | CFR Cluj II (IV)                   |
| Flacăra Hălmaşd (IV)           | 3–2          | Sănătatea Cluj (III)               |
| Vulturii Vultureni (IV)        | 0–3          | Unirea Dej (III)                   |
| Someşul Oar (IV)               | 3–0          | Unirea Valea lui Mihai (IV)        |
| Crişul Sântandrei (IV)         | 1–0          | Vladimirescu (III)                 |
| Arena Alba Iulia (IV)          | 1–0          | Gloria Arad (IV)                   |
| Dănuţ Coman (IV)               | 3–0          | Ghecon Lăpuşata (IV)               |
| Gloria Corneşti (IV)           | 3–0          | Atletic Fieni (IV)                 |
| CSS Tecuci (IV)                | 2–3          | Conpet Cireşu (IV)                 |
| Naţional Goleşti (IV)          | 3–0          | AFC Odorheiu Secuiesc (IV)         |
| FC Zagon (III)                 | 2–2 (p.) 4–1 | Fortuna Brazi (III)                |
| Foresta Zorleni (IV)           | 3–0          | Politehnica Galaţi (IV)            |
| CSM Moineşti (III)             | 2–1          | Focşani (III)                      |
| Teiul Poiana Teiului (IV)      | 0–3          | Ceahlăul Piatra Neamț II (III)     |
| Astra Răducăneni (IV)          | 2–3          | Cetatea Târgu Neamţ (IV)           |
| Luceafărul Mihai Eminescu (IV) | 2–2 (p.) 4–3 | Kosarom Paşcani (III)              |
| Unirea Casimcea (IV)           | 3–0          | CS Eforie (IV)                     |
| Steaua Speranţei Siliştea (IV) | 1–3          | Dunărea Călăraşi (III)             |
| Rapid Feteşti (III)            | 3–2          | CS Tunari (III)                    |
| Civitas Făgăraş (III)          | 2–1          | FCM Târgovişte (III)               |
| Avântul Floreşti (IV)          | 6–1          | Argeşul Mihăileşti (IV)            |
| CS Corbeanca (IV)              | 3–0          | Rapid Clejani (IV)                 |
| Blejoi Vispeşti (IV)           | 3–0          | Rapid București II (III)           |
| Voinţa Lanuri (IV)             | 3–0          | ABC St. Stoicescu (IV)             |
| Termo Bucureşti (IV)           | 3–0          | Comprest GIM (IV)                  |
| Venus Independenţa (IV)        | 1–8          | Sportul Studențesc II (III)        |
| Victoria Traian (IV)           | 3–0          | Phoenix Ulmu (IV)                  |
| Foresta Mălini (IV)            | 3–0          | Voinţa Livezile (IV)               |
| MS 08 Târgu Mureş (IV)         | 3–2          | CS Zlatna (IV)                     |

Al final de la ronda, de los 42 equipos que avanzaron a la segunda ronda, 14 procedían de Liga III y 28 provenían de Liga IV.

## Segunda ronda
Los partidos de la segunda ronda se jugaron el 1 de agosto de 2012. Los otros 54 equipos de la Liga III entraron en esta ronda, uniéndose a los 42 equipos ganadores de la ronda anterior.
| Equipo 1                                 | Resultado    | Equipo 2                       |
| ---------------------------------------- | ------------ | ------------------------------ |
| Luceafărul Mihai Eminescu (IV)           | 0–3          | Dorohoi (III)                  |
| Foresta Mălini (IV)                      | 4–1          | Cetatea Târgu Neamţ (IV)       |
| Viitorul Lechinţa (IV)                   | 0–6          | Sporting Suceava (III)         |
| Ceahlăul Piatra Neamț II (III)           | 2–1          | Petrotub Roman (III)           |
| CSM Moineşti (III)                       | 0–2          | ASC Bacău (III)                |
| Foresta Zorleni (IV)                     | 1–3          | Aerostar Bacău (III)           |
| Naţional Goleşti (IV)                    | 1–1          | CS Panciu (III)                |
| Victoria Traian (IV)                     | 0–10         | Oțelul Galați II (III)         |
| Conpet Cireşu (IV)                       | 1–2          | Viitorul Axintele (III)        |
| Unirea Casimcea (IV)                     | 4–3          | Eólica Baia (III)              |
| Rapid Feteşti (III)                      | 4–1          | Victoria Chirnogi (III)        |
| Voinţa Lanuri (IV)                       | 2–1          | Râmnicu Sărat (III)            |
| Dunărea Călăraşi (III)                   | 2–2 (p.) 5–6 | Concordia Chiajna II (III)     |
| CS Corbeanca (IV)                        | 2–4          | Metaloglobus Bucureşti (III)   |
| Termo Bucureşti (IV)                     | 1–4          | CS Ştefăneşti (III)            |
| FC Zagon (III)                           | 3–0          | Gloria Buzău (III)             |
| Berceni (III)                            | 3–0          | Snagov (III)                   |
| Voluntari (III)                          | 3–0          | Victoria Brăneşti (III)        |
| Inter Clinceni (III)                     | 0–4          | Juventus București (III)       |
| Avântul Floreşti (IV)                    | 2–3          | Viitorul Domneşti (III)        |
| Sportul Studențesc II (III)              | 1–6          | CS Baloteşti (III)             |
| Rapid București II (III)                 | 0–1          | CS Afumaţi (III)               |
| Civitas Făgăraş (III)                    | 0–1          | Unirea Tărlungeni (III)        |
| CSO Plopeni (III)                        | 0–3          | Fortuna Brazi (III)            |
| AFC Filipeştii de Pădure (III)           | 0–3          | Conpet Ploieşti (III)          |
| Gloria Corneşti (IV)                     | 0–2          | Urban Titu (III)               |
| Dunărea Turris Turnu Măgurele (IV) (III) | 0–9          | Alexandria (III)               |
| Dănuţ Coman (IV)                         | 0–3          | Caracal (III)                  |
| Miercurea Ciuc (IV)                      | 1–3          | Avântul Reghin (III)           |
| Atletic Bradu (IV)                       | 2–0          | CS Albota (III)                |
| FC Podari (IV)                           | 1–3          | CS Vişina Nouă (III)           |
| Pandurii Târgu Jiu II (III)              | 3–1          | Jiul Rovinari (III)            |
| Minerul Jilţ Mătăsari (III)              | 2–0          | Minerul Motru (III)            |
| Voinţa Lupac (IV)                        | 1–1 (p.) 5–4 | FCM Reșița (III)               |
| Unirea Sânnicolau Mare (IV)              | 1–2          | Autocatania Caransebeş (III)   |
| Flacăra Făget (III)                      | 4–3          | Politehnica Timişoara II (III) |
| Sevişul Şelimbăr (III)                   | 0–2          | FC Cisnădie (III)              |
| MS 08 Târgu Mureş (IV)                   | 0–1          | Municipal Turda (III)          |
| Arena Alba Iulia (IV)                    | 3–0          | Simeria (III)                  |
| Jiul Petroșani (III)                     | 3–0          | Mureşul Deva (III)             |
| Şoimii Pâncota (III)                     | 5–1          | Hunedoara (III)                |
| Flacăra Hălmaşd (IV)                     | 0–4          | Seso Câmpia Turzii (III)       |
| Viorel Mateianu (IV)                     | 0–5          | Zalău (III)                    |
| Unirea Dej (III)                         | 3–0          | Universitatea Cluj II (III)    |
| Crişul Sântandrei (IV)                   | 0–3          | Naţional Sebiş (III)           |
| Bihorul Beiuş (III)                      | 0–3          | Arieşul Turda (III)            |
| Someşul Oar (IV)                         | 1–2          | Olimpia Satu Mare (III)        |
| Gaz Metan Mediaș (III)                   | 3–0          | Unirea Ungheni (III)           |

Al final de la segunda ronda, de los 48 equipos que avanzaron a la siguiente ronda, 41 procedían de Liga III y 7 eran de Liga IV.

## Tercera ronda
Los partidos de la tercera ronda se jugaron el 15 de agosto de 2012 entre los 48 equipos ganadores de la ronda anterior.
| Equipo 1                     | Resultado    | Equipo 2                       |
| ---------------------------- | ------------ | ------------------------------ |
| Foresta Mălini (IV)          | 3–2          | Ceahlăul Piatra Neamț II (III) |
| Dorohoi (III)                | 3–1          | Sporting Suceava (III)         |
| FC Zagon (III)               | 1–0          | Aerostar Bacău (III)           |
| Unirea Casimcea (IV)         | 3–1          | Oțelul Galați II (III)         |
| Voinţa Lanuri (IV)           | 4–4 (p.) 6–7 | Viitorul Axintele (III)        |
| Rapid Feteşti (III)          | 0–3          | CS Afumaţi (III)               |
| Conpet Ploieşti (III)        | 3–0          | Fortuna Brazi (III)            |
| Metaloglobus Bucureşti (III) | 3–3 (p.) 5–4 | CS Ştefăneşti (III)            |
| Concordia Chiajna II (III)   | 1–0          | Juventus București (III)       |
| Alexandria (III)             | 2–0          | Viitorul Domneşti (III)        |
| Minerul Jilţ Mătăsari (III)  | 2–0          | CS Vişina Nouă (III)           |
| Voinţa Lupac (IV)            | 3–3 (p.) 4–3 | Autocatania Caransebeş (III)   |
| Şoimii Pâncota (III)         | 3–1          | Flacăra Făget (III)            |
| Naţional Sebiş (III)         | 4–0          | Jiul Petroșani (III)           |
| FC Cisnădie (III)            | 3–2          | Unirea Tărlungeni (III)        |
| Seso Câmpia Turzii (III)     | 7–0          | Zalău (III)                    |
| Arena Alba Iulia (IV)        | 2–2 (p.)     | Municipal Turda (III)          |
| Pandurii Târgu Jiu II (III)  | 3–0          | Gaz Metan Mediaș (III)         |
| Naţional Goleşti (IV)        | 0–4          | ASC Bacău (III)                |
| Atletic Bradu (IV)           | 0–1          | Caracal (III)                  |
| Bihorul Beiuş (III)          | 0–3          | Olimpia Satu Mare (III)        |
| Unirea Dej (III)             | 2–0          | Avântul Reghin (III)           |
| CS Baloteşti (III)           | 1–0          | Voluntari (III)                |
| Urban Titu (III)             | 2–5          | Berceni (III)                  |

24 equipos avanzaron a la cuarta ronda, de los cuales 21 jugaban en la Liga III y tres en la Liga IV.

## Cuarta ronda
En la cuarta ronda, todos los equipos de la Liga II se unieron a los 24 ganadores de la tercera ronda. Los partidos se jugaron el 28 y el 29 de agosto de 2012.
| Equipo 1                     | Resultado    | Equipo 2                        |
| ---------------------------- | ------------ | ------------------------------- |
| Dorohoi (III)                | 3–4          | Botoșani (II)                   |
| Foresta Mălini (IV)          | 0–2          | Rapid Suceava (II)              |
| ASC Bacău (III)              | 2–1          | Dunărea Galați (II)             |
| Unirea Casimcea (IV)         | 1–3          | Delta Tulcea (II)               |
| Alexandria (III)             | 3–0          | Olt (II)                        |
| Viitorul Axintele (III)      | 0–2          | Brăila (II)                     |
| CS Afumaţi (III)             | 2–0          | Otopeni (II)                    |
| Berceni (III)                | 31–0         | Buftea (II)                     |
| Metaloglobus Bucureşti (III) | 0–0 (p.) 2–4 | Dinamo București II (II)        |
| Concordia Chiajna II (III)   | 0–3          | Sportul Studențesc (II)         |
| CS Baloteşti (III)           | 3–0          | Astra Giurgiu II (II)           |
| Conpet Ploieşti (III)        | 2–1          | Chindia Târgoviște (II)         |
| Caracal (III)                | 2–1          | ALRO Slatina (II)               |
| Pandurii Târgu Jiu II (III)  | 8–0          | FC Oltchim Râmnicu Vâlcea (III) |
| Minerul Jilţ Mătăsari (III)  | 5–6 (a.e.t.) | Damila Măciuca (II)             |
| Şoimii Pâncota (III)         | 3–2 (a.e.t.) | ACS Poli Timişoara (II)         |
| Naţional Sebiş (III)         | 0–0 (p.) 6–7 | UTA Arad (II)                   |
| Olimpia Satu Mare (III)      | 1–0          | FC Maramureș (II)               |
| Unirea Dej (III)             | 0–1          | Târgu Mureș (II)                |
| FC Cisnădie (III)            | 3–0          | Corona Brașov (II)              |
| Seso Câmpia Turzii (III)     | 4–0          | Unirea Alba Iulia (II)          |
| Arena Alba Iulia (IV)        | 1–2          | Voința Sibiu (II)               |
| Voinţa Lupac (IV)            | 3–0          | Politehnica Timişoara (II)      |
| FC Zagon (III)               | 5–1          | Bacău (II)                      |
| Argeș Pitești (II)           | 0–6          | Mioveni (II)                    |
| Unirea Slobozia (II)         | 1–3          | Săgeata Năvodari (II)           |
| Callatis Mangalia (II)       | 0–3          | Farul Constanța (II)            |
| Bihor Oradea (II)            | 2–2 (p.) 3–1 | Luceafărul Oradea (II)          |

28 equipos avanzaron a la quinta ronda, de los cuales 14 procedían de Liga II, 13 procedían de Liga III, y Voinţa Lupac era el único equipo de la Liga IV que logró clasificarse.

## Quinta ronda
Los partidos de la quinta ronda se jugaron el 11 de septiembre de 2012 entre los 28 equipos ganadores de la cuarta ronda.
| Equipo 1                    | Resultado    | Equipo 2                 |
| --------------------------- | ------------ | ------------------------ |
| ASC Bacău (III)             | 0–0 (p.) 4–2 | Botoșani (II)            |
| FC Zagon (III)              | 4–1          | Rapid Suceava (II)       |
| Conpet Ploieşti (III)       | 0–5          | Brăila (II)              |
| CS Baloteşti (III)          | 0–1 (a.e.t.) | Farul Constanța (II)     |
| CS Afumaţi (III)            | 0–3          | Delta Tulcea (II)        |
| Berceni (III)               | 1–0          | Săgeata Năvodari (II)    |
| Caracal (III)               | 2–1          | Dinamo București II (II) |
| Alexandria (III)            | 1–3          | Sportul Studențesc (II)  |
| Voinţa Lupac (IV)           | 0–3          | Damila Măciuca (II)      |
| Pandurii Târgu Jiu II (III) | 1–2          | Mioveni (II)             |
| FC Cisnădie (III)           | 0–0 (p.) 3–4 | Voința Sibiu (II)        |
| Şoimii Pâncota (III)        | 1–0          | UTA Arad (II)            |
| Olimpia Satu Mare (III)     | 3–2 (a.e.t.) | Bihor Oradea (II)        |
| Seso Câmpia Turzii (III)    | 0–1          | Târgu Mureș (II)         |

9 equipos de Liga II y 5 equipos de la Liga III avanzaron a la ronda de 32.

## Dieciseisavos de final
Los 14 ganadores de la quinta ronda se unieron en esta ronda a los 18 equipos de la Liga I 2012-13. Las eliminatorias se jugaron el 26 de septiembre de 2012.
| 26 de septiembre de 2012 | Rapid București (I)                                                       | 6 – 0 | Olimpia Satu Mare (III) | Giulești, București   |                       |
|                          | Ioniță 25' · Ioniță 31' · Renan 35' · Renan 54' · Renan 72' · Ciolacu 75' |       |                         | Árbitro(s): Dan Dreve | Árbitro(s): Dan Dreve |

| 26 de septiembre de 2012 | Steaua București (I)                         | 3 – 1   | FCM Târgu Mureş (II) | Ghencea, București                                        |                                                           |
|                          | 13' (pen.) Costea · 47' Nikolić · 50' Costea | Reporte | Dîlbea 40'           | Asistencia: 5.500 espectadores Árbitro(s): Lucian Rusandu | Asistencia: 5.500 espectadores Árbitro(s): Lucian Rusandu |

| 26 de septiembre de 2012 | Berceni (III) | 0–2     | CFR Cluj (I)                            | Comunal, Berceni |  |
|                          |               | Reporte | Aguirregaray 76' · Aguirregaray 90 + 1' |                  |  |

| 26 de septiembre de 2012 | Sportul Studențesc (II) | 0–1     | Oțelul Galați (I) | Juventus, Bucureşti                                       |                                                           |
|                          |                         | Reporte | Inkango 28'       | Asistencia: 500 espectadores Árbitro(s): Andrei Chivulete | Asistencia: 500 espectadores Árbitro(s): Andrei Chivulete |

| 26 de septiembre de 2012 | Voința Sibiu (II) | 1–2     | Dinamo București (I) | Dinamo, București                                        |                                                          |
|                          | Heil 51'          | Reporte | Strătilă 62' Rus 93' | Asistencia: 1.000 espectadores Árbitro(s): Paul Unimatan | Asistencia: 1.000 espectadores Árbitro(s): Paul Unimatan |

| 26 de septiembre de 2012 | Brăila (II) | 0 – 0 (t. s.)(0 – 0 t. s.)(6 – 5 p.) | Viitorul Constanța (I) | Municipal, Brăila        |                          |
|                          |             | Reporte                              |                        | Árbitro(s): Iulian Călin | Árbitro(s): Iulian Călin |

| 26 de septiembre de 2012 | Şoimii Pâncota (III)    | 2–3     | Concordia Chiajna (I)                        | Comunal Pâncota, Pâncota     |                              |
|                          | Mihai 71' · Leucuţa 79' | Reporte | Lengyel 32' (o.g.) · Simion 45' · Ilie 90+2' | Árbitro(s): Dorian Micloşină | Árbitro(s): Dorian Micloşină |

| 26 de septiembre de 2012 | Turnu Severin (I)     | 2–1     | Mioveni (II) | Municipal, Drobeta-Turnu Severin |                          |
|                          | Neacșa 36' · Abba 89' | Reporte | E.Dică 90'   | Árbitro(s): George Gaman         | Árbitro(s): George Gaman |

| 26 de septiembre de 2012 | Brașov (I) | 1–0     | Farul Constanța (II) | Tineretului, Brașov      |                          |
|                          | Buga 22'   | Reporte |                      | Árbitro(s): Florin Marcu | Árbitro(s): Florin Marcu |

| 26 de septiembre de 2012 | Pandurii Târgu Jiu (I)                                                                      | 7–1     | FC Zagon (III) | Municipal, Târgu Jiu           |                                |
|                          | Karim 1' · Karim 5' · Băcilă 7' · Cristea 30' · Matulevičius 36' · Karim 42' · Grigoraș 69' | Reporte | Suciu 79'      | Asistencia: 3.000 espectadores | Asistencia: 3.000 espectadores |

| 26 de septiembre de 2012 | Petrolul Ploiești (I)    | 2–0     | Damila Măciuca (II) | Ilie Oană, Ploiești          |                              |
|                          | Cristea 6' Marinescu 65' | Reporte |                     | Árbitro(s): George Rădulescu | Árbitro(s): George Rădulescu |

| 26 de septiembre de 2012 | Delta Tulcea (II)     | 2–1     | Universitatea Cluj (I) | Delta, Tulcea                  |                                |
|                          | Florea 42' · Câju 86' | Reporte | Cleiton 63'            | Asistencia: 1.500 espectadores | Asistencia: 1.500 espectadores |

| 26 de septiembre de 2012 | Gaz Metan Mediaș (I)  | 2–1     | Caracal (III) | Gaz Metan, Mediaș     |                       |
|                          | Bawab 65' · Avram 90' | Reporte | Cârnu 74'     | Árbitro(s): Mihai Ene | Árbitro(s): Mihai Ene |

| 26 de septiembre de 2012 | Ceahlăul Piatra Neamț (I)                                  | 4–0     | Gloria Bistrița (I) | Ceahlăul, Piatra Neamț      |                             |
|                          | Mohamed 11' · Velici 44' · Constantinescu 61' · Velici 86' | Reporte |                     | Árbitro(s): Adrian Cojocaru | Árbitro(s): Adrian Cojocaru |

| 26 de septiembre de 2012 | Vaslui (I) | 0–1     | Botoșani (II) |  |  |
|                          |            | Reporte |               |  |  |

| 26 de septiembre de 2012 | Iași (I)       | 1 – 4 | Astra Giurgiu (I)                                 | Emil Alexandrescu, Iași  |                          |
|                          | Herghelegiu 9' |       | Tembo 50' · Găman 61' · Ivanovski 65' · Fatai 87' | Árbitro(s): Cătălin Popa | Árbitro(s): Cătălin Popa |

## Octavos de final
El sorteo para la ronda de dieciseisavos de final tuvo lugar el 3 de octubre de 2012. En este sorteo entraron los 16 vencedores de los treintaidosavos de final. Los encuentros de la eliminatoria se disputaron del 30 de octubre al 1 de noviembre de 2012 a partido único.

| 30 de octubre de 2012 | Astra Giurgiu (I)                                            | 5 − 1   | Turnu Severin (I) | Marin Anastasovici, Giurgiu                              |                                                          |
|                       | Distéfano 10' · Takayuki 68' · Budescu 70', 73' · Yahaya 78' | Reporte | Olah 20'          | Asistencia: 1.000 espectadores Árbitro(s): Marcel Bîrsan | Asistencia: 1.000 espectadores Árbitro(s): Marcel Bîrsan |

| 30 de octubre de 2012 | Brașov (I) | 0 − 2   | Petrolul Ploiești (I)       | Tineretului, Brașov                                      |                                                          |
|                       |            | Reporte | Ad. Cristea 1' · Bokila 63' | Asistencia: 200 espectadores Árbitro(s): Adrian Cojocaru | Asistencia: 200 espectadores Árbitro(s): Adrian Cojocaru |

| 30 de octubre de 2012 | Rapid București (I)                                              | 4 − 1   | Delta Tulcea (II) | Giulești, București                                    |                                                        |
|                       | Mişelăricu 4' (o.g.) · Crețu 22' (o.g.) · Goga 24' · Pancu 90+3' | Reporte | Florea 40' (pen)  | Asistencia: 500 espectadores Árbitro(s): Dragoș Teodor | Asistencia: 500 espectadores Árbitro(s): Dragoș Teodor |

| 31 de octubre de 2012 | Ceahlăul Piatra Neamț (I)   | 2 − 0   | Gaz Metan Mediaș (I) | Ceahlăul, Piatra Neamț                                 |                                                        |
|                       | Bădescu 77' · Lukanović 78' | Reporte |                      | Asistencia: 500 espectadores Árbitro(s): Radu Petrescu | Asistencia: 500 espectadores Árbitro(s): Radu Petrescu |

| 31 de octubre de 2012 | CFR Cluj (I)                      | 2 − 0   | Botoșani (II) | Gruia, Cluj-Napoca             |                                |
|                       | Bjelanović 57' · Luís Alberto 62' | Reporte |               | Asistencia: 2.500 espectadores | Asistencia: 2.500 espectadores |

| 31 de octubre de 2012 | Concordia Chiajna (I) | 0 − 0 (t. s.)(0 – 0 t. s.)(4 − 3 p.) | Steaua București (I) | Concordia, Chiajna                                       |                                                          |
|                       |                       | Reporte                              |                      | Asistencia: 2.000 espectadores Árbitro(s): Marian Balaci | Asistencia: 2.000 espectadores Árbitro(s): Marian Balaci |

| 1 de noviembre de 2012 | Oțelul Galați (I)            | 3 – 0   | Brăila (II) | Oțelul, Galați |  |
|                        | Băjenaru 24', 62' · Didi 88' | Reporte |             |                |  |

| 1 de noviembre de 2012 | Pandurii Târgu Jiu (I) | 1 – 2   | Dinamo București (I)            | Tudor Vladimirescu, Târgu Jiu                            |                                                          |
|                        | Lemnaru 73'            | Reporte | Alexe 37' · Mamele 90+2' (o.g.) | Asistencia: 2.000 espectadores Árbitro(s): Istvan Kovacs | Asistencia: 2.000 espectadores Árbitro(s): Istvan Kovacs |

## Cuartos de final
El sorteo para los cuartos de final, semifinal (y los equipos que jugaron como local y visitante) fue efectuado el 6 de noviembre de 2012. El sorteo incluyó los ocho ganadores de la fase anterior y todos los equipos eran de la Liga I. Los partidos se jugaron entre el 27–29 de noviembre de 2012.
| 27 de noviembre de 2012 | Petrolul Ploiești | 2 – 1 | Concordia Chiajna | Ilie Oană, Ploiești            |                                |
|                         | Bokila 44', 54'   |       | Purece 82' (pen.) | Asistencia: 7 500 espectadores | Asistencia: 7 500 espectadores |

| 28 de noviembre de 2012 | Ceahlăul Piatra Neamț | 0 – 2 | Oțelul Galați            | Ceahlăul, Piatra Neamț                                   |                                                          |
|                         |                       |       | Iorga 11' · Băjenaru 65' | Asistencia: 1 500 espectadores Árbitro(s): Marcel Bîrsan | Asistencia: 1 500 espectadores Árbitro(s): Marcel Bîrsan |

| 28 de noviembre de 2012 | CFR Cluj                  | 2 – 1 | Dinamo București | Gruia, Cluj-Napoca                                            |                                                               |
|                         | Bastos 66' · Mureșan 101' |       | Alexe 62'        | Asistencia: 5 000 espectadores Árbitro(s): Sebastian Colțescu | Asistencia: 5 000 espectadores Árbitro(s): Sebastian Colțescu |

| 29 de noviembre de 2012 | Rapid București                 | 2 – 3 | Astra Giurgiu                         | Giulești, București                                       |                                                           |
|                         | Oros 65' · Bărboianu 75' (o.g.) |       | Budescu 4' · Fatai 49' · Mureșan 111' | Asistencia: 7 000 espectadores Árbitro(s): Ovidiu Haţegan | Asistencia: 7 000 espectadores Árbitro(s): Ovidiu Haţegan |

## Semifinales

### Ida
| 16 de abril de 2013 | CFR Cluj | 0 – 0   | Astra Giurgiu | Gruia, Cluj-Napoca                                       |                                                          |
|                     |          | Reporte |               | Asistencia: 4.000 espectadores Árbitro(s): Istvan Kovacs | Asistencia: 4.000 espectadores Árbitro(s): Istvan Kovacs |

| 18 de abril de 2013 | Oțelul Galați | 0 − 3   | Petrolul Ploiești                        | Stadionul Oțelul, Galați                                 |                                                          |
|                     |               | Reporte | Alves 3' · Cojoc 60' (o.g.) · Bokila 71' | Asistencia: 4.000 espectadores Árbitro(s): Radu Petrescu | Asistencia: 4.000 espectadores Árbitro(s): Radu Petrescu |

### Vuelta
| 21 de mayo de 2013 | Petrolul Ploiești | 1 – 2   | Oțelul Galați                   | Ilie Oană, Ploiești                                             |                                                                 |
|                    | Bokila 57'        | Reporte | Paraschiv 9' · Iorga 89' (pen.) | Asistencia: 9.000 espectadores Árbitro(s): Cristian Pavel Balaj | Asistencia: 9.000 espectadores Árbitro(s): Cristian Pavel Balaj |

| 22 de mayo de 2013 | Astra Giurgiu | 0 – 2   | CFR Cluj               | Marin Anastasovici, Giurgiu |  |
|                    |               | Reporte | Hora 21' · Valente 90' |                             |  |

## Final
| 1 de junio de 2013 | Petrolul Ploiești | 1 – 0   | CFR Cluj | Arena Națională, București                                       |                                                                  |
|                    | Bokila 8'         | Reporte |          | Asistencia: 29 343 espectadores Árbitro(s): Pavel Cristian Balaj | Asistencia: 29 343 espectadores Árbitro(s): Pavel Cristian Balaj |